# Глисон, Джейк
Джейкоб Кристофер Глисон (англ. Jacob Christopher "Jake" Gleeson; 26 июня 1990, Палмерстон-Норт, Новая Зеландия) — новозеландский футболист, вратарь сборной Новой Зеландии. Участник Олимпийских игр в Лондоне.
В 2012 году Глисон получил грин-карту, что позволяет ему не считаться в MLS легионером.

## Клубная карьера

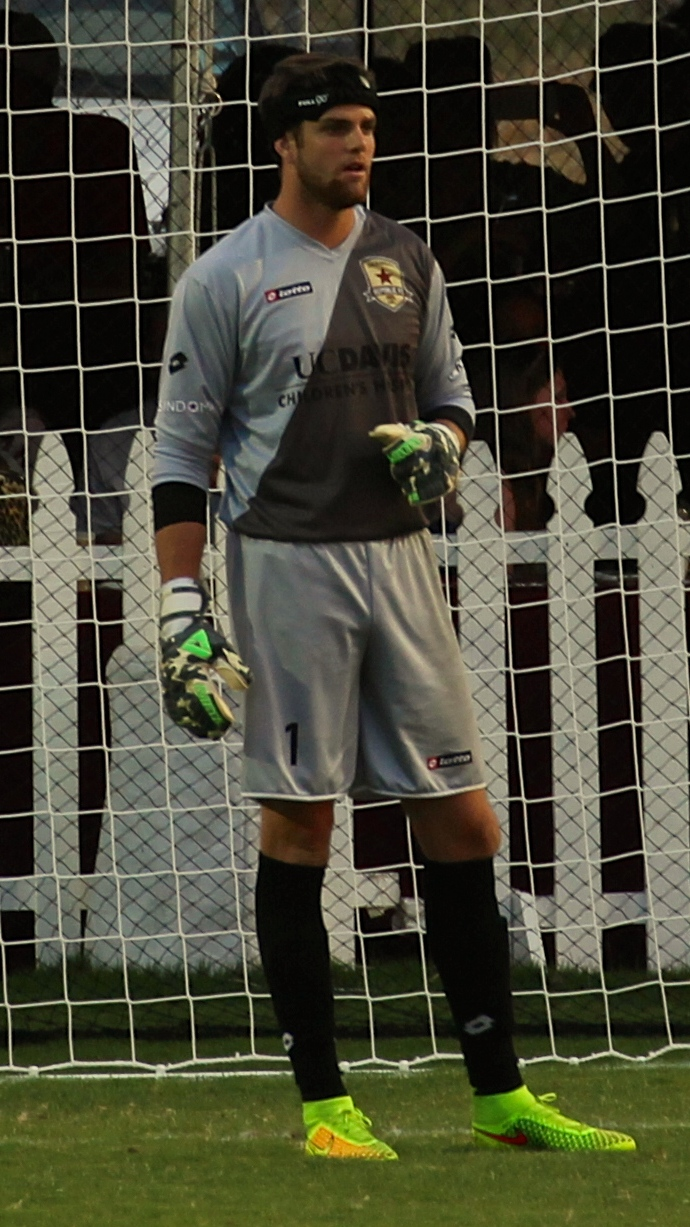
Глисон в составе «Сакраменто Рипаблик»

Глисон начал карьеру на родине, выступая за команды «Уэстерн Сабёрбс» в Центральной Премьер-лиге и «Тим Веллингтон» в ABS Премьершипе.
17 февраля 2011 года Глисон подписал контракт с клубом MLS «Портленд Тимберс». 26 марта в матче против канадского «Торонто» он дебютировал в североамериканской лиге. В 2014 году для получения игровой практики на правах аренды перешёл в команду USL Pro «Сакраменто Рипаблик». В 2015 году Джейк помог «дровосекам» впервые в истории выиграть Кубок MLS. По окончании сезона 2018 контракт Глисона с «Портленд Тимберс» истёк.

## Международная карьера
5 июня 2011 года в товарищеском матче против сборной Австралии Глисон дебютировал за сборную Новой Зеландии.
В 2012 году Джейк был включён в заявку национальной команды на участие в Кубке наций ОФК на Соломоновых Островах. На турнире он сыграл в матчах против сборных Новой Каледонии, Фиджи, Папуа — Новой Гвинеи и дважды против хозяев Соломоновых Островов. Вместе со сборной Джейк завоевал бронзовые медали.
В том же году Глисон в составе олимпийской сборной поехал на Олимпийские игры в Лондон. На турнире он был запасным и на поле так и не вышел.

## Достижения
Командные
 «Сакраменто Рипаблик»
- Чемпион USL Pro — 2014

 «Портленд Тимберс»
- Чемпион MLS (обладатель Кубка MLS) — 2015

Международные
 Новая Зеландия
- Кубок наций ОФК — 2012

 Новая Зеландия (до 20)
- Чемпионат ОФК среди молодёжных команд — 2008

 Новая Зеландия (до 17)
- Чемпионат ОФК среди юношеских команд — 2007